# Ada chlorops
Ada chlorops là một loài thực vật có hoa trong họ Lan. Loài này được (Endres & Rchb.f.) N.H.Williams mô tả khoa học đầu tiên năm 1972.